# 甲州法度次第
甲州法度次第（こうしゅうはっとのしだい）は、甲斐国の戦国大名である武田晴信（信玄）が天文16年（1547年）に定めた分国法で、甲州法度之次第、信玄家法、甲州法度、甲州式目などともいわれる。初め55ヶ条の基本法からなっていたが、天文23年（1554年）に2条追加されて57ヶ条となった。別本として26ヶ条の抄録本（保坂本）もある。

## 概要
甲州法度は上下2巻から成る。上巻は57ヶ条からなり、法律規定に関する条項が主で、下巻は99ヶ条からなり、論語・孟子など中国の古典を多く引用する日常行為の規範とするべき道徳論的な家訓集となっている。前者は、領国内の被官階級の秩序や掟、国人や地頭の土地所有や年貢収取を制限し、家臣としての臣従を強制している。債権や土地所有に関する条項も多く見られる。喧嘩両成敗の条項が有名ではあるが、これは成人の場合に限られ、13歳未満の場合、人を殺しても罪に問われることはなかった。禰宜や山伏に関するものや、百姓や下人、奴婢に関する条項もあり、年貢の未進や郷村逃亡などを禁止し、領国秩序の維持を明文化している。ただし、通常、後述の「信玄家法」として論じられることが多いのは後者である。
制定に至る経緯は不明であるが、晴信が父・信虎を追放して十年後に制定されている。条文の検討や推敲には、家臣・駒井高白斎の『高白斎記』における天文16年5月晦日条の記述から、高白斎も関わっていたと考えられている。武田信玄の弟武田信繁がその嫡男「長老」（武田信豊の幼名）に1558年（永禄元年）、99条の家訓（『武田信繁家訓』）を残しているが、これが後に甲州法度次第の元となったともいわれる。『甲陽軍鑑』流布本の品一では55か条と天文23年（1554年）に追加された2か条、末尾に長禅寺住職・春国光新の序文を掲載しており、さらに品二では武田信繁家訓99か条を載せている。江戸時代にはこの形態で「信玄家法」と呼称されており、『群書類従』でもこれを踏襲した。『甲陽軍鑑』伝解本では春国光新の序文は武田信繁家訓のものであるとし、法度から除外している。
東京大学史料編纂所所蔵「甲州法度之次第」が、晴信花押が据えられた26か条であったことから、当初の原形態は26条で、法度施行後に発生した貸借や課税に関する諸問題に対し追加条項を加えて増補され、天文23年7月の追加2か条をもって57か条になったとの説もあるが、26か条は晴信自筆とされてきたものの、実際は筆跡が異なり、内容も略本にすぎることから、後世の抄写本と考えられ、55か条が当初からの基本型であるという異なる説もある。なお、『甲陽軍鑑』流布本に収録されていない3か条を加え60か条とする説もある。
鎌倉時代に制定された「御成敗式目」（貞永式目）のほか特に武田家と同盟関係にあった駿河今川氏の分国法「今川仮名目録」（目録）の影響が指摘されるが、目録の原型となった今川氏親制定の13か条との類似に対し、今川義元の追加した条文の影響は見られない。ただし、「今川仮名目録」の性格を考えると今川領国外でその内容を知ることは困難であったとみられ、それが可能であったのは長年今川氏との取次を務めて、今川氏側からの信頼も厚かった駒井高白斎に対して特別にその内容を教えられた可能性はある。また、法度の制定された天文16年は信濃国侵攻を行っている時期で地頭や百姓層への負担が増大し、法度にはこれに対応する地頭の借財や百姓との衝突に関する条文が見られる。前後武家法における慣習法を受け継いだ喧嘩両成敗は、甲州法度次第に定められてから、普及したといわれる。甲州法度の最大の特徴は、法律の尊重が明記されていることで、晴信自身もその法の対象に含まれており、さらには法の不備あるいは法執行の適正に問題があれば貴賤を問わず申し出るように定めていることで、法の修正の意思すら示したことである。
1580年（天正8年）の写本は、東京大学法学部法制史資料室が所蔵している。

## 内容
- 国人・地侍が罪科人の所領跡という名目に土地を処分することを厳禁し、領国全体を武田氏が領有することを定めている。
- 国人・地侍が農民から理由なく名田を取り上げるようなことを禁止して、農民を保護している。
- 訴訟時において暴力行為に及んだものは敗訴とする。
- 年貢の滞納は許さず、その場合には地頭に取り立てさせる（6条）。
- 家屋税として貨幣で徴収する棟別銭について、逃亡しても追ってまで徴収する、あるいは連帯責任制により同じ郷中に支払わせる。
- 隠田があった場合には、何年経っていても調査により取り立てる（57条）。
- 被官について、武田信玄の承諾なく盟約を結ぶことを禁ずる（14条）。
- 他国に勝手に書状を出してはならないことを定め、内通の防止を図っている。
- 喧嘩両成敗（17条）
- 浄土宗と日蓮宗の喧嘩禁止、宗教問答の禁止
- 分国法は分国内のいかなることも拘束し、末尾の条文には、当主である武田信玄自身も法度に拘束されると記され、法度の主旨に反する言動に対しては身分の別を問わずに訴訟を申し出ることが容認されていた。この条文が実際に機能していたのかは不明であるが、武田氏の徳治主義理念の現れであるとも指摘され、当主自身を拘束する条文や守秘義務のあることの多い分国法が広く領民に知らしめられていることも戦国時代においては特異なものである。

## 現代への影響
『民法修正案理由書』によると、日本民法典起草の際に参照されたことが明記されており、現行法にその影響が残っているものもある。
- 旧民法財産取得編第294条（参照前）：家督相続人ハ姓氏、系統、貴号及ヒ一切ノ財産ヲ相続シテ戸主ト為ル  系譜、世襲財産、祭具、墓地、商号及ヒ商標ハ家督相続ノ特権ヲ組成ス

- 信玄家法第40条：親の負物其の子相済すべき事勿論なり。子の負物親方へ之を懸くべからず。但し親借状加筆は其の沙汰あるべし。若し又早世に就き親其の跡を抱ゆるに至っては逆儀たりと雖も子の負物相澄すべき事。

- 民法旧986条（参照後）：家督相続人ハ相続開始ノ時ヨリ前戸主ノ有セシ権利義務ヲ承継ス  但前戸主ノ一身二専属セルモノハ此限ニ在ラス

- 民法896条（現行法）：（相続の一般的効力）相続人は、相続開始の時から、被相続人の財産に属した一切の権利義務を承継する。ただし、被相続人の一身に専属したものは、この限りでない。

つまり、相続において承継されるのは財産権のみに限られると誤解される虞があるところから、負債を始めとする「義務」一般をも原則的に承継することを注意的に規定したのである。

## 書誌情報
- 萩原頼平 編『国立国会図書館デジタルコレクション 甲州法度之次第解 : 附・弓矢之秘事六ケ条並御備書付之事』甲斐志料刊行会、1936年。
- 隈崎渡「国立国会図書館デジタルコレクション 信玄家法 上・下」『戦国時代の武家法制』国民社、1944年。
- 内藤慶助「国立国会図書館デジタルコレクション 甲州法度之次第」『武田信玄事蹟考』啓成社、1904年。